# Chipley (Florida)
Chipley és una ciutat petita del comtat de Washington de l'estat estatunidenc de Florida. La població era de 3.592 persones segons el de l'any 2000. Segons les estimacions de l'Oficina del Cens calculen que la població era de 3.779 residents l'any 2008. És la seu del comtat del Comtat de Washington.
Originalment la ciutat s'anomenava Orange, tanmateix la comunitat va ser rebatejada amb l'actual Chipley l'any 1882 en honor del conductor de ferrocarrils i ex-senador de l'estat de Florida William Dudley Chipley.